# Pinelema shiba
Pinelema shiba es una especie de araña araneomorfa del género Pinelema, familia Telemidae. Fue descrita científicamente por Zhao & Li en 2020.

## Distribución geográfica
Habita en China.